# Denver Pyle
Denver Dell Pyle (ur. 11 maja 1920 w Bethune, zm. 25 grudnia 1997 w Burbank) – amerykański aktor.
Odtwórca roli wujka Jessego Duke’a w serialu CBS Diukowie Hazzardu (1979–1985), którego był też reżyserem dwunastu odcinków (1980–1983).
12 grudnia 1997 otrzymał własną gwiazdę w Alei Gwiazd w Los Angeles znajdującą się przy 7083 Hollywood Boulevard.

## Życiorys
Urodził się w Bethune w Kolorado w rodzinie Mildred „Maude” (z domu Fitzhugh) i Benjamina „Bena” Harrisona Pyle’a. Jego starszy brat, Willis Acton (ur. 3 września 1914, zm. 2 czerwca 2016), zajmował się animacją w Walt Disney Animation Studios. Po ukończeniu szkoły średniej, Pyle przez krótki czas studiował na Colorado State University, ale porzucił studia, aby zająć się show businessem i w 1940 przeprowadził się do Los Angeles. Pracował jako perkusista i członek zespołu aż do przystąpienia Stanów Zjednoczonych do II wojny światowej i zaciągnął się do United States Navy.
Po wojnie Pyle rozpoczął karierę filmową i telewizyjną. Zagrał wiele epizodycznych ról w serialach telewizyjnych i filmach. W biograficznym gangsterskim dramacie neo-noir Bonnie i Clyde (1967) w reżyserii Arthura Penna, z Warrenem Beattym i Faye Dunaway wcielił się w rolę stróża prawa, strażnika Teksasu Franka Hamera, który bezlitośnie ścigał osławiony duet i ostatecznie zabił go w zasadzce. W sitcomie CBS The Doris Day Show (1968–1970) pojawił się jako ojciec Doris Day, Buck Webb; w 1970 wyreżyserował także dziesięć odcinków. Od 9 lutego 1977 do 12 maja 1978 grał postać „Szalonego Jacka”, starego handlarza z gór w serialu NBC Niedźwiedź pana Adamsa (The Life and Times of Grizzly Adams).
8 sierpnia 1955 zawarł związek małżeński z Marilee Lenore Carpenter, asystentkę produkcji w 20th Century Studios, z którą miał dwóch synów – Tony’ego i Davida. Marilee i Denver rozwiedli się w 1970. 5 listopada 1983 Pyle poślubił Tippie Xan Johnston w hrabstwie Los Angeles w Kalifornii. Związek ten trwał aż do jego śmierci.
25 grudnia 1997 zmarł na raka płuc w wieku 77 lat.

## Filmografia

### Filmy
- 1949: The Big Wheel jako lekarz
- 1954: Johnny Guitar jako Posseman
- 1955: Do piekła i z powrotem jako Thompson
- 1957: Pilot odrzutowców jako pan Simpson
- 1959: Konnica jako Jackie Jo
- 1960: Alamo jako hazardzista Thimblerig
- 1962: Człowiek, który zabił Liberty Valance’a jako Amos Carruthers
- 1964: Jesień Czejenów jako senator Henry
- 1965: Wielki wyścig jako szeryf
- 1965: Shenandoah jako pastor Bjoerling
- 1967: Bonnie i Clyde jako Frank Hamer
- 1967: Witajcie w Ciężkich Czasach jako Alfie, woźnica
- 1968: Bandolero! jako Muncie Carter
- 1973: Synowie szeryfa jako Denver
- 1975: Ucieczka na Górę Czarownic jako wujek Bené
- 1976: Buffalo Bill i Indianie jako agent Indian
- 1976: Witamy w Los Angeles jako Carl Barber
- 1978: Powrót z Góry Czarownic jako wujek Bené
- 1994: Maverick jako stary hazardzista na łodzi rzecznej

### Seriale
- 1956: Strzały w Dodge City jako Willie Calhoun
- 1957: Strzały w Dodge City jako Hank Shinn
- 1959: Strzały w Dodge City jako Mike Blocker
- 1960: Strzały w Dodge City jako Gus
- 1961: Bonanza jako Theodore „Ted” Hackett
- 1960: Strzały w Dodge City jako Haggen
- 1962: Bonanza jako szeryf Tom Stedman
- 1963: Rawhide jako John Wesley „Tatuś” Quade
- 1963: Strzały w Dodge City jako Aaron
- 1963: Bonanza jako szeryf Ed
- 1964: Doktor Kildare jako R.E. Lenger
- 1964: Strefa mroku jako Stu Tillman
- 1964: Bonanza jako Marcus Caldwell
- 1964: Strzały w Dodge City jako Pa / Caleb
- 1965: Strzały w Dodge City jako Claudius
- 1966: Strzały w Dodge City jako Clab Chummer / Caleb Nash
- 1967: Strzały w Dodge City jako dr Henry S. Rand / sędzia Blent
- 1968: Bonanza jako Claude Roman
- 1970: Bonanza jako Price Buchanan
- 1972: The Waltons jako kuzyn Homer Lee Baldwin
- 1972: Bonanza jako Warden
- 1973: Kung Fu jako major Howard Simms
- 1973: Ulice San Francisco jako Carl Armstrong
- 1973: Strzały w Dodge City jako Cyrus Himes
- 1974: Kung Fu jako dr Joseph Colton
- 1976: Barnaby Jones jako Stayley Kircher
- 1979: Jak zdobywano Dziki Zachód jako sierżant Tripp
- 1979–1985: Diukowie Hazzardu jako wujek Jesse Duke
- 1988: Napisała: Morderstwo jako Eben Connors
- 1990: Dallas jako Blackie Callahan
- 1994: Prawnicy z Miasta Aniołów jako Harold Nordoff
- 1996: Cybill jako Denver Pyle